# 格勒德突擊步槍
格勒德（俄语：ГРАД）是在俄羅斯北奧塞梯-阿蘭共和國內發現的一種犢牛式突擊步槍，亦是AK-74突擊步槍的一種變種槍。

## 歷史
格勒德是一種來歷不明的武器，這種武器沒有生產序號，亦沒有特定的生產工場，因而被普遍認為是由非法武裝團體私自改裝和生產的武器。目前只有一枝能夠在相片中確認的實物，因而未能確定此槍是否存在著更多的樣本。從相片中可見，該槍以5.45毫米口徑AK金屬彈匣供彈，並同時裝有VOMZ 4×32光學瞄準鏡及抑制器。由於其槍托墊片上刻有俄語字母“ГРАД”（可解作“冰雹”或“城市”等意思），故而得名。該槍使用的彈藥為5.45×39毫米，但一些傳聞指出該槍也存在著7.62×39毫米、9×39毫米，以及6×49毫米等口徑的版本。
對於該槍的來源，一些武器專家及觀察人員給出了許多的猜測，甚至指出用作生產格勒德的部件是從鄰近的國家（如：亞美尼亞、格魯吉亞、烏克蘭和德涅斯特河沿岸）走私到俄羅斯。
2004年，聯邦安全局搗破了一所位於弗拉季卡夫卡茲市郊的地下武器製造工場，該工場以軍規的AK零件製作改裝武器，相信就是所謂的“格勒德”步槍。

## 另見
- Vepr
- K-3
- Bakalov
- AK-74
- OTs-14 Groza
- 86S式自動步槍
- AKU-94